# 민팔물고기
민팔물고기(smooth handfish)는 브라키오니크티스과에 속하는 바닷물고기로, 절멸했을 가능성이 있다. 오스트레일리아 태즈메이니아섬 연안의 고유종으로, 주로 당트러캐스토 해협에 서식했다. 2020년 IUCN 적색 목록에서 절멸한 것으로 선언됐지만, 2021년 정보부족으로 바뀌었다. 만약 절멸했다면 민물에서 살지 않는 바닷물고기로서는 첫 기록이다.